# Roger Marshall (Politiker)

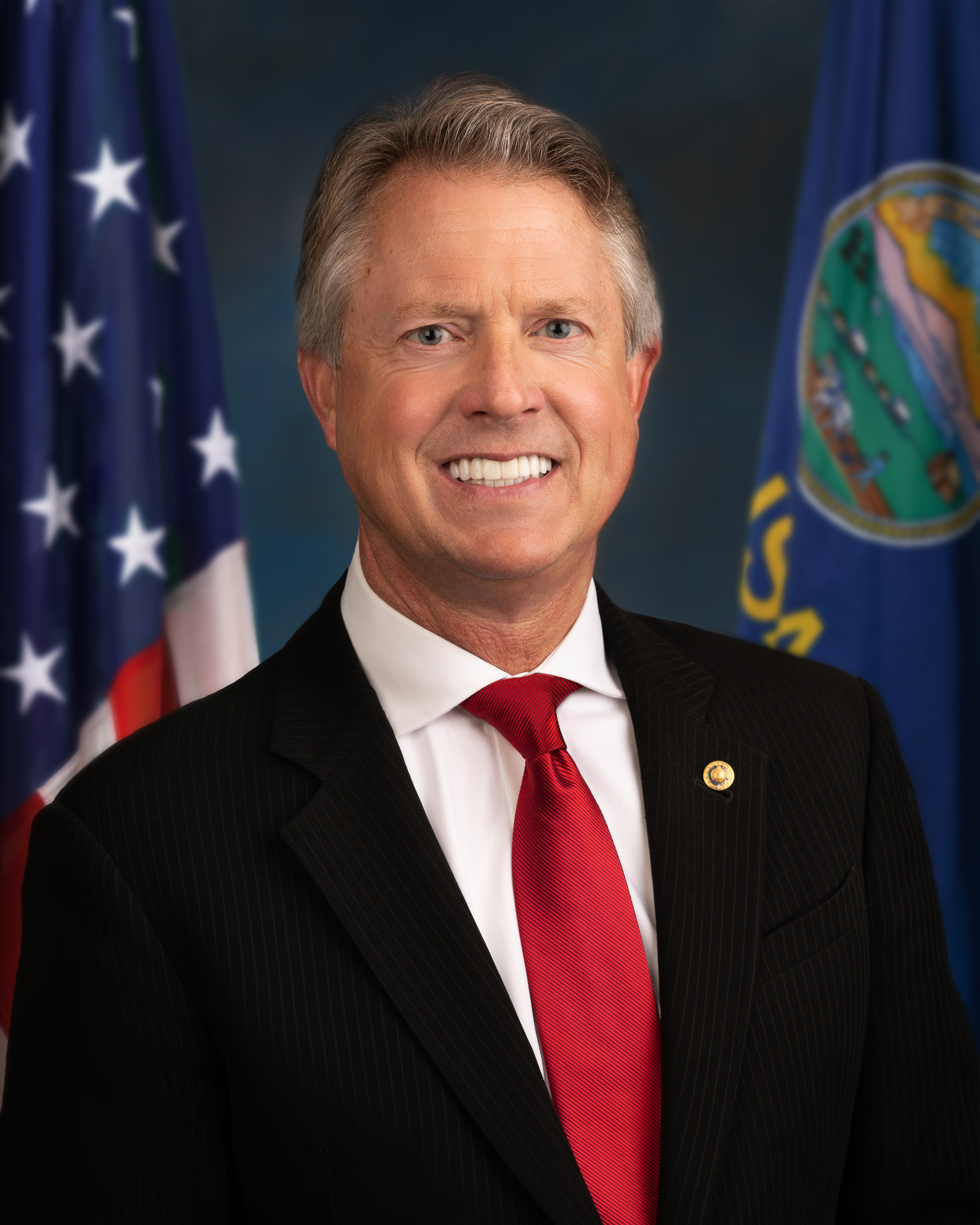
Roger Marshall (2021)

Roger Wayne Marshall (* 9. August 1960 in El Dorado, Butler County, Kansas) ist ein US-amerikanischer Politiker (Republikanische Partei) und Mediziner. Seit dem 3. Januar 2021 vertritt er den Bundesstaat Kansas im US-Senat. Zuvor hatte er den Bundesstaat bereits von 2017 bis 2021 im US-Repräsentantenhaus vertreten.

## Werdegang
Im Jahr 1980 absolvierte Roger Marshall das Butler County Community College. Anschließend studierte er an der University of Kansas Medizin. Danach folgte ein Biologiestudium an der Kansas State University. Zwischen 1984 und 1991 war er Hauptmann bei der Reserve der United States Army. Danach wurde er am Great Bend Regional Hospital Facharzt für Gynäkologie. Seit dem Jahr 2000 ist er zudem noch Präsident der Quivera Ranch, Limited Liability Company und Vorstandsmitglied der Bank Farmers Bank & Trust. Zwischenzeitlich war er auch Bezirksleiter von Rotary International.
Politisch schloss sich Marshall der Republikanischen Partei an. Bei den Kongresswahlen des Jahres 2016 wurde er im ersten Wahlbezirk von Kansas gegen den unabhängigen Kandidaten Alan LaPolice in das US-Repräsentantenhaus in Washington, D.C. gewählt, wo er am 3. Januar 2017 die Nachfolge von Tim Huelskamp antrat, den er in den Vorwahlen seiner Partei überraschend geschlagen hatte.
Nachdem der bisherige republikanische Senator Pat Roberts nicht erneut zu einer Wiederwahl antrat, kandidierte Marshall um dessen Nachfolge. Bei den Senatswahlen des Jahres 2020 konnte er sich hierbei gegen die Demokratin Barbara Bollier mit 53,22 % zu 41,79 % der abgegebenen Stimmen durchsetzen. Am 3. Januar 2021 trat er sein Amt an.
Nach dem Sturm von militanten Trump-Anhängern auf das Kapitol in Washington am 6. Januar rückten einige US-Senatoren von ihrer Ankündigung ab, bei der Auszählung der Wahlmännerstimmung am 6. Januar 2021 das Wahlergebnis in bestimmten Bundesstaaten bei der Präsidentschaftswahl 2020 anzuzweifeln.
Marshall war einer von acht US-Senatoren, die die Präsidentschaftswahl bei dieser Auszählung trotzdem noch anzweifelten.